# Rivoluzione comunista cinese
La Rivoluzione Cinese ebbe inizio nel 1946, dopo la fine della seconda guerra sino-giapponese, e fu la seconda parte della guerra civile cinese, iniziata nel 1927. Determinò la salita al potere del Partito Comunista Cinese che era stato fondato nel 1921. Nei media cinesi, questo periodo è noto come Guerra di liberazione.

## Storia del partito comunista

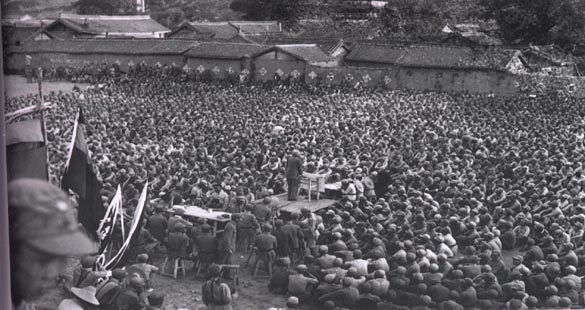
Sopravvissuti della lunga marcia

Il Partito Comunista Cinese era stato fondato nel 1921. Dopo un periodo di crescita lenta e alleanza con il Kuomintang (In cinese: 国民党 , partito nazionalista cinese), l'alleanza si ruppe e i comunisti furono vittime nel 1927 del massacro di Shanghai compiuto dal Kuomintang sotto la guida di Chiang Kai-shek. Dopo il 1927, i comunisti si ritirarono nelle campagne e costruirono basi locali in tutto il Paese e continuarono a tenerle fino alla lunga marcia. Durante l'invasione e occupazione giapponese, i comunisti costruirono più basi nelle zone occupate dai giapponesi e le utilizzarono come loro quartieri generali.

## Guerra civile, 1945-1949
I nazionalisti avevano un vantaggio sia sulle truppe che sulle armi, controllavano un territorio e una popolazione molto più grandi e godevano di un ampio sostegno internazionale. I comunisti erano ben stabiliti nel nord e nel nord-ovest. Le truppe nazionaliste meglio addestrate avevano subito grosse perdite nelle prime battaglie contro l'esercito giapponese meglio equipaggiato e in Birmania, mentre i comunisti avevano subito perdite meno gravi. L'Unione Sovietica, sebbene diffidente, fornì aiuti ai comunisti, e gli Stati Uniti d'America aiutarono i nazionalisti con centinaia di milioni di dollari di attrezzature militari, oltre a trasportare in aereo le truppe nazionaliste dalla Cina centrale alla Manciuria, un'area che Chiang Kai-shek considerava strategicamente vitale e da riconquistare. Chiang decise di affrontare l'EPL in Manciuria e impegnò le sue truppe in una battaglia decisiva nell'autunno del 1948. La forza nazionalista, nel luglio 1946, era di 4,3 milioni di uomini, di cui 2,2 milioni erano ben addestrati e pronti al combattimento mobile in tutto il Paese.

## Esito
Il 1º ottobre 1949, Mao Zedong proclamò la fondazione della Repubblica Popolare di Cina. Circa 600 000 soldati nazionalisti di Chiang Kai-shek e due milioni di simpatizzanti si ritirarono sull'isola di Taiwan. Dopo ciò, la resistenza ai comunisti sulla terraferma fu sostanzialmente quasi nulla, come nell'estremo sud. Un tentativo di conquistare l'isola di Kinmen, controllata dai nazionalisti, fu ostacolato dalla battaglia di Guningtou. Nel dicembre 1949 Chiang proclamò Taipei capitale temporanea della Repubblica, e continuò ad affermare che il suo governo era l'unica autorità legittima di tutta la Cina, mentre il governo della RPC continuava a chiedere l'unificazione. Gli ultimi combattimenti diretti tra le forze nazionaliste e comuniste si conclusero con la conquista, da parte comunista, dell'Isola Hainan nel maggio 1950, anche se i bombardamenti e la guerriglia continuarono per diversi anni. Nel giugno 1950, lo scoppio della guerra di Corea portò il governo americano a piazzare la Settima Flotta degli Stati Uniti nello stretto di Taiwan per impedire ad entrambe le parti di attaccare l'altra.